# Nepenthes talangensis
Nepenthes talangensis Nerz & Wistuba, 1994 è una pianta carnivora della famiglia Nepenthaceae, endemica di Sumatra, dove cresce a 1800–2500 m.

## Conservazione
La Lista rossa IUCN classifica Nepenthes talangensis come specie in pericolo di estinzione (Endangered).